# Vườn quốc gia Chaelundi
Vườn quốc gia Chaelundi là một vườn quốc gia của Úc, nằm ở miền bắc bang New South Wales, gần các thành phố Dorrigo và Grafton, cách thành phố Sydney 455 km về phía bắc.
Vườn quốc gia này có diện tích 190,93 km², nằm trên đất trước kia là rừng quốc gia, được lập thành vườn quốc gia ngày 1.1.1997.
Vườn này có 7.500 ha rừng nguyên sinh và là nơi cư ngụ của 187 loài động vật khác nhau.